# فورد ايكون
فورد إيكون هي سيارة فرعية تنتجها فورد منذ نهاية عام 1999. تم تقديمه في البداية كإصدار سيدان لسيارة فورد فييستا هاتشباك. ولدت على مدى جيلين ، الأول يستند إلى الجيل الرابع من فورد فييستا وتحمل تصميم الواجهة الأمامية مماثلة.
تم اشتقاق الجيل الثاني من الجيل الخامس من فورد فييستا إلى طرازين مختلفين من سيارات السيدان ، تم إنتاجهما في الهند والبرازيل ، ولكن تم استخدام لوحة فورد إيكون فقط في جنوب إفريقيا والمكسيك على التوالي.
أيضا في المكسيك ، يتم استخدام لوحة الاسم لإصدار هاتشباك المعاد تصميمه من الجيل الخامس من فورد فييستا ، فورد فيغو ، التي يتم استيرادها من الهند.

## الجيل الأول (1999-2011)

### 2008 فورد ايكون تجميل
تم إطلاق الجيل الأول من فورد إيكون في نوفمبر 1999 ، في العاصمة الهندية نيودلهي.[1] كان يعتمد على الجيل الرابع من فورد فييستا هاتشباك ، كونه نسخة سيدان بأربعة أبواب من هذا الأخير. وبحسب ما ورد ، فقد تم تصميمه خصيصا للسوق الهندية ، بعد أن أدرك مسؤولو الشركة أن السيارة الأكثر تصميما يمكن أن تكون أكثر نجاحا من النماذج العالمية في ذلك السوق. وقد تم إنتاجه في مصنع فورد الموجود في تشيناي الهند
في تم تسويقها أيضا في أمريكا الجنوبية والصين, حيث كان يعرف باسم فورد فييستا سيدان. في بداية عام 2001 ، بدأت الجمعية أيضا في جنوب أفريقيا والمكسيك. في الصين ، تم تجميعها بدءا من عام 2003 ، في مصنع تشانجان فورد.[3] في هذا السوق ، ظهرت ناقل حركة أوتوماتيكي بأربع سرعات ، بالإضافة إلى ميزات أخرى مثل ABS مع توزيع قوة الفرامل الإلكترونية ومشغل الأقراص المضغوطة والمغير والمرايا الكهربائية والقفل المركزي عن بعد والتنبيه المضاد للسرقة والوسائد الهوائية الأمامية.[5]
تم تشغيله بواسطة محرك بنزين سعة 1.3 لتر ، مع عمود كامات علوي واحد وحقن إلكتروني للوقود ، كان قادرا على توليد 69 حصان (51 كيلو واط).
وأطلقت في نهاية عام 2002 وخلال عام 2003 على التوالي متغيرات إضافية من البنزين سعة 1.6 لتر والديزل بسعة 1.8 لتر.
يتميز الإصدار المجهز بشكل أفضل بنظام التوجيه المعزز ، والنوافذ الكهربائية ، وتكييف الهواء ، والقفل المركزي ، ومقياس سرعة الدوران ، وعوارض التأثير الجانبي ، وخيار اللون الأزرق الجديد للجينز.[6]

### شد الوجه
في نوفمبر 2008 ، تم تجميعه وتلقى محرك ديزل جديد ، من عائلة محرك Duratorq ، ويضم حقن السكك الحديدية المشتركة. واستكملت وحدة البنزين سعة 1.3 لتر ، وتمكنت من توفير 68 حصانا (51 كيلو واط) و 160 نيوتن متر (120 رطل قدم) من عزم الدوران.
من بين ميزات هذا الطراز ، كان هناك مشغل CD/MP3 ، وأغطية المقاعد المعاد تصميمها ، والمفسد الخلفي ، والعجلات المعدنية ، والقفل المركزي الذي يتم التحكم فيه عن بعد ، ومجموعة أجهزة جديدة مع شاشة lcd عداد المسافات ، ومرايا الأبواب القابلة للتعديل داخليا. في الخارج ، ظهرت مصابيح أمامية جديدة أعيد تصميمها ومصابيح ذيل واضحة ولا توجد قوالب على الأبواب. التمهيد بسعة 400 لتر (14 قدم مكعب).[10]
كان تقاعد من الإنتاج في أوائل عام 2011 ، بعد إطلاق الجيل السادس من فورد فييستا في الهند. فورد فييستا كلاسيك (الجيل الخامس فييستا في شكل صالون ، تباع في الهند منذ عام 2005) أخذت على نحو فعال مكان إيكون في السوق.

## الجيل الثاني (2007-2015)
الجيل الخامس التالي من فورد فييستا ولدت في نموذجين مع نمط الجسم سيدان ، واحد في الهند وواحد في البرازيل. تم تسويقها على حد سواء تحت لوحة فورد فييستا في بلدانهم الأصلية ، ولكن في بعض الأسواق معينة تم تصديرها باسم فورد إيكون الجديدة (وتحديدا في جنوب أفريقيا والمكسيك). علاوة على ذلك ، يتم أيضا تصدير نسخة هاتشباك المعاد تصميمها من نفس الجيل من فورد فييستا ، التي تم إنتاجها في الهند وتسويقها باسم فورد فيغو ، باسم فورد أيكون في المكسيك.

### جنوب أفريقيا
2009 Ford Ikon (الهند). نموذج تسويقها في جنوب أفريقيا اللحية تصميم متطابقة.
في الهند ، تم إطلاق الجيل الجديد من فورد فييستا في أكتوبر 2005.[12] كان هذا النموذج متاحا فقط كسيارة سيدان ويتميز بتصميم خارجي مختلف عن النموذج الذي تم إصداره في أوروبا ، ولكن كان له تصميم داخلي مشابه نسبيا.
تم إصدار هذا النموذج نفسه في جنوب إفريقيا مثل فورد آيكون الجديدة في سبتمبر 2007.[13] تم تشغيله إما بمحرك بنزين سعة 1.4 لتر أو سعة 1.6 لتر ، مع عمود الحدبات العلوي المزدوج وأربعة صمامات لكل أسطوانة ، أو بواسطة محرك توربوديسيل ذو السكك الحديدية المشتركة سعة 1.4 لتر. تم ربط جميع المحركات الثلاثة بعلبة تروس يدوية بخمس سرعات.
تم الكشف عن السيارة في يونيو 2008 ، [14] تم اعتماد التعديل في جنوب إفريقيا في فبراير 2009. تلقت واجهة أمامية منقحة (في الصورة) وعجلات معدنية جديدة مقاس 15 بوصة ومواصفات داخلية وتقليم جديدة.[15]
أبعادها هي: قاعدة عجلات 2,486 مم (97.9 بوصة) ، طول 4,282 مم (168.6 بوصة) ، عرض 1,686 مم (66.4 بوصة) ، ارتفاع 1,458 مم (57.4 بوصة).[16] تم زيادة سعة التمهيد إلى 430 لترا (15 قدم مكعب).[17]

### المكسيك
2010 Ford Ikon (المكسيك)
في البرازيل ، تم تقديم نسخة سيدان من الجيل الخامس فورد فييستا في سبتمبر 2004 ، ويجري تسويقها أيضا في جميع أنحاء بقية أمريكا اللاتينية (بما في ذلك المكسيك). تميز هذا النموذج بنفس تصميم الواجهة الأمامية مثل النموذج الذي تم إصداره في أوروبا. على عكس البلدان الأخرى ، تم تسويق Ikon في أمريكا الجنوبية باسم Fiesta Sedan.[18] It was facelifted in January 2007, and again in April 2010.[19]
2011 فورد ايكون هاتش (الهند)
تم تقديم عملية تجميل الوجه الثانية هذه في المكسيك باسم Ford Ikon الجديدة خلال نفس العام. وأعقب ذلك إصدار هاتشباك ، تسويقها باسم هاتش ايكون ، الذي صدر بعد عام واحد. هذا الأخير لديه تصميم الواجهة الأمامية مختلفة من سيدان ويتم استيرادها من الهند ، حيث يعرف باسم فورد فيغو. بل هو أيضا نسخة أعيد تصميمها من الجيل الخامس من «فورد فييستا». تم تقاعد نسخة سيدان في وقت لاحق من النطاق في المكسيك في فبراير 2012.
تم تشغيل طراز سيدان بمحرك بنزين سعة 1.6 لتر مع عمود كامات علوي واحد ، إلى جانب ناقل حركة يدوي بخمس سرعات ، يبلغ الحد الأقصى لانتاج الطاقة 95 حصان (71 كيلو واط). يحتوي إصدار هاتشباك على محرك بنزين Duratec سعة 1.6 لتر مع عمود كامات علوي مزدوج ، يطور طاقة قصوى تبلغ 98 حصان (73 كيلو واط).
أبعادها هي: قاعدة عجلات 2,488 mm (98.0 in) ، طول 4,227 mm (166.4 in) ، عرض 1,683 mm (66.3 in) ، ارتفاع 1,487 mm (58.5 in). التمهيد القدرة 482 لتر (17.0 قدم مكعب).